# Fåglasjön, Västergötland
Fåglasjön är en sjö i Laxå kommun i Västergötland och ingår i Motala ströms huvudavrinningsområde. Fåglasjön ligger i Tivedens nationalpark (västra) Natura 2000-område. Sjöns area är 0,004 kvadratkilometer och den är belägen 190 meter över havet.